# Simon Starling
Simon Starling (Epsom, Surrey, 1967) é um artista conceitual britânico. 

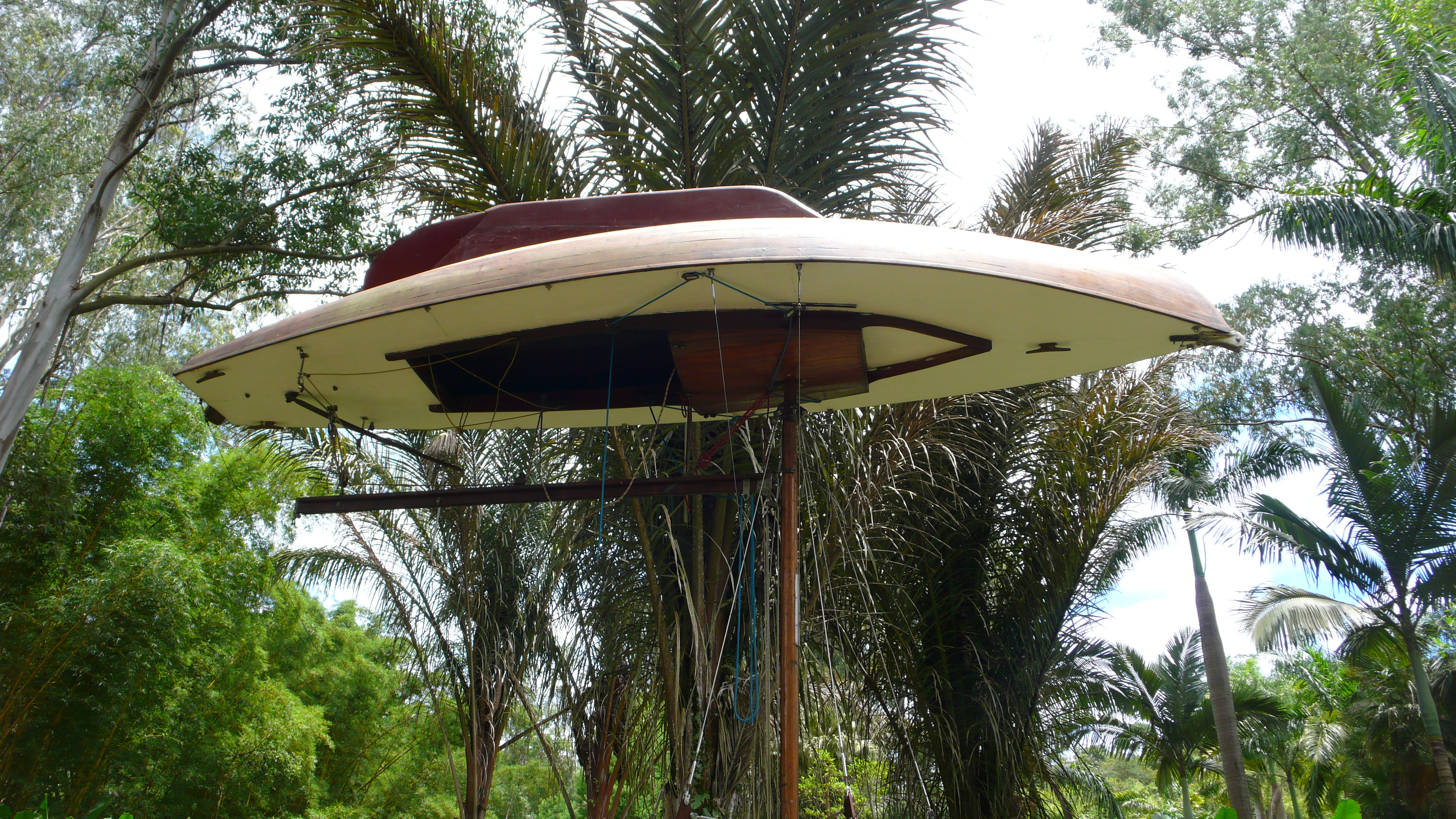
The Mahogany Pavillion (Mobile Architecture No.1), por Simon Starling, 2004, exposto em Inhotim, Minas Gerais.

Estudou  fotografia e arte no Maidstone College of Art, de 1986 a 1987, na  Nottingham Trent University,  de 1987 a 1990, e na Glasgow School of Art, de 1990 a 1992. 
Em 2005, ganhou o Prêmio Turner com a obra Shedboatshed. Starling foi indicado para o Prêmio  Hugo Boss Prize de arte contemporânea do Guggenheim, em 2004.
Seu trabalho faz parte do acervo permanente de importantes museus do mundo, como  Tate Modern, de Londres; Moderna Museet, de Estocolmo; Solomon R. Guggenheim, de Nova York; Museu Kröller-Müller, nos Países Baixos; Folkwang de Essen; San Francisco Museum of Modern Art e Museum of Contemporary Art de Chicago. 
Starling vive e trabalha em Copenhague e Berlim. É professor de arte da Städelschule de Frankfurt am Main.